# Justice (banda)

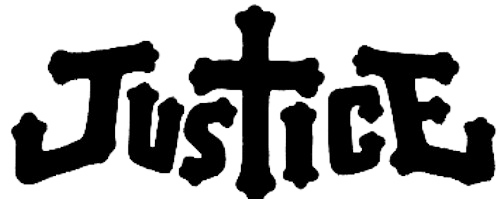
Logo oficial

Justice (estilizado como Jus†ice) es un dúo francés de música electrónica con marcadas influencias de Rock & Roll compuesto por Gaspard Augé (21 de mayo de 1979) y Xavier de Rosnay (2 de julio de 1982). Se iniciaron bajo el sello discográfico Boombox Records, representados por Jamie Reynolds, el integrante principal de la banda británica Klaxons, aunque ahora se encuentran bajo el sello Ed Banger Records tras la compra de Boombox Records por parte de esta última.
Son representados por el director de la discográfica Pedro Winter (Busy P) y Jamie Reynolds (The Cat). Su marca registrada es una larga cruz luminosa que brilla durante sus actuaciones. Es considerado un grupo controvertido entre los fanáticos de la música dance, conocidos por incorporar un fuerte influencia rock a su música e imagen.
Su versión remezclada de «Electric Feel» de MGMT se alzó con el Premio Grammy a la mejor grabación remezclada en el año 2009. Esta versión aparece en el videojuego de carreras Midnight Club L.A.
En ese mismo año, el videojuego de Activision DJ Hero incluye la canción Genesis y el 1 de octubre se publicó el remix de Let Love Rule de Lenny Kravitz. También en ese mismo año, el tráiler del videojuego de Ubisoft Assassin's Creed II tiene como música la canción Genesis y también hace su aparición la canción D.A.N.C.E. en el videojuego de Konami Dance Dance Revolution Hottest Party 2, así como el juego Need for Speed Undercover incluye la canción Genesis.
El juego de Free Style Games, DJ Hero 2 incluye la canción D.A.N.C.E. (remixada por A-Trak) y Waters Of Nazareth. Esta última también tuvo aparición en el videojuego de Rockstar Grand Theft Auto IV que aparece en la emisora de radio Electro-Choc. No fue el único juego de la compañía que contó con alguna obra del grupo, puesto que en la emisora Motomami Los Santos de GTA V suena el tema Stress.
En 2009, Gaspard Augé y Mr. Oizo se unieron para hacer la banda sonora de "Rubber", película dirigida por este último bajo su nombre real.
La marca deportiva Adidas venía anunciando la presentación de su nueva campaña “adidas is all in”, y tras lanzar unos cuantos teaser eléctricos nos presenta el spot final: dos minutos de video dirigidos por Romain Gavras (Notre Jour Viendra) y como banda sonora "Civilization", el primer sencillo del nuevo álbum de Justice, que salió en abril de 2011. En el vídeo podemos ver las apariciones de Lionel Messi, Rose, B.o.B., David Beckham y Katy Perry, entre otros. Versiones y rumores no oficiales aseguraban que el segundo disco del dúo tendría como nombre Nebulae, pero al final el nombre del segundo disco fue Audio, Video, Disco, que salió a la venta el 25 de octubre de 2011. El segundo sencillo del álbum, que lleva el mismo nombre que el disco, se dio a conocer el 7 de septiembre del mismo año.
El tercer sencillo de Audio, Video, Disco fue "On'n'On" y se lanzó en enero de 2012. La portada del sencillo fue duramente criticada por contener la imagen de una chica desnuda, cosa que los llevó a retirar la imagen de algunos sitios de internet. En junio de 2012, el cuarto sencillo del álbum fue la canción "New Lands", lanzado el 11 de julio de 2012, mientras que el 7 de enero de 2013 lanzaron como quinto sencillo la canción "Helix", que anteriormente fue la cara B del sencillo "Audio, Video, Disco". En marzo de 2013, el dúo anunció que sacarían un nuevo álbum en vivo para el 6 de mayo, denominado "Access All Arenas", grabado durante el concierto del 19 de julio de 2012 en la Arena de Nimes, y como muestra de ello, en su canal de Youtube publicaron la versión en vivo de la canción "On'n'On".
Luego de cuatro años de su último material discográfico, lanzan en noviembre de 2016 su tercer álbum de estudio Woman del que se desprenden sencillos como "Safe and Sound" y "Randy".
El 19 de marzo de 2017 iniciaron la gira mundial "Woman World Tour" promocionando el álbum Woman, mezclándolo con los álbumes anteriores, iniciando en el festival Vive latino en México, para después continuar en América.

## Historia

### Trabajos tempranos, remixes yEd Banger Records
Justice empezó produciendo canciones para un bloque del canal de televisión Muclorvision "Hits Up to You" una recopilación donde las canciones fueron diseñadas para estar en el concurso de canciones de Eurovision.
Justice empezó en el 2003 haciendo un remix de la canción de Simian "Never be Alone" creada en una estación de radio de una universidad en París, para un concurso de remixes. El remix resultó bien, haciendo que el grupo firmara con Ed Banger Records (la discográfica que lanzó la canción), y se convirtió en un éxito en los clubes y en la Internet. La canción fue lanzada en el 2004, y finalmente hicieron un lanzamiento comercial en el Reino Unido en el verano del 2006 con el título "We Are Your Friends" por 10 Records, una sub-discográfica de Virgin Records.
Después del lanzamiento original  de "We are Your Friends" el grupo trabajó en remixes para numerosos grupos franceses como Vicarious Bliss, Scenario Rock y Gambit, así como para actos más amplios como N.E.R.D, Britney Spears, Fatboy Slim y Daft Punk. Su primer sencillo fue Waters of Nazareth, lanzado por Ed Banger Records en septiembre de 2005 y fue defendido por DJs como Erol Alkan, Eddy Temple-Morris, Tiga, Soulwax y Ivan Smagghe. La canción fue relanzada el 2006 con remixes adicionales. El dúo continuó con el trabajo de los remixes, e hizo mezclas para Franz Ferdinand, Soulwax, Mystery Jets y Mr. Oizo.

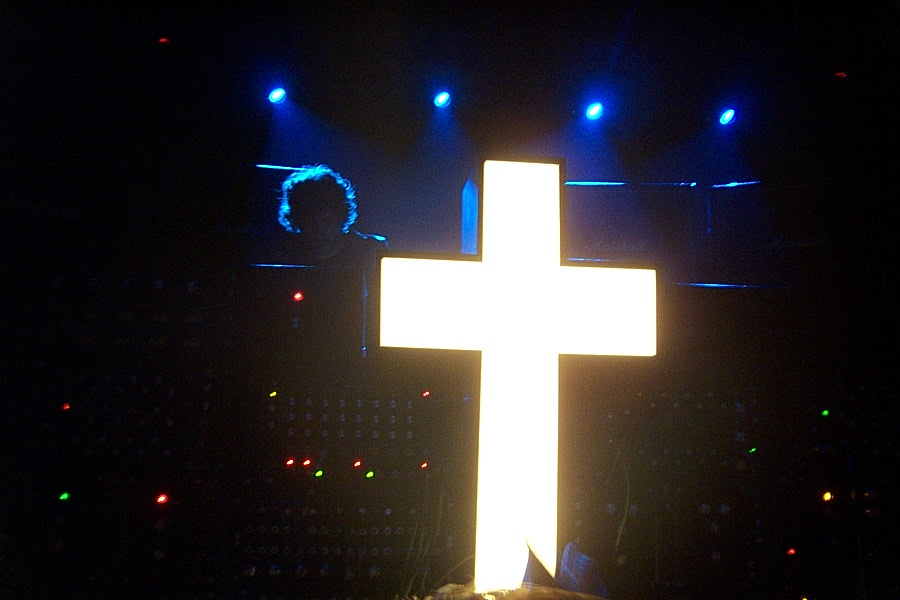
Justice en el club Fabric con la gran cruz iluminada que suele presentarse.

Justice ganó el premio al mejor video del año en los MTV Europe Music Awards 2006 por Justice vs Simian - "We Are Your Friends", Augé y de Rosnay no se pudieron presentar en la ceremonia, así que el premio fue aceptado por el director "So Me" y el video director Jérémie Rozan.

### Cross, y llegada a la fama (2007-2010)
Justice lanza su primer álbum †, que fue lanzado por Ed Banger Records el 11 de junio de 2007. El álbum fue precedido por el EP de D.A.N.C.E., lanzado el 28 de mayo del mismo año, con canciones como Phantom, y un remix de la propia banda de D.A.N.C.E., llamado "B.E.A.T". "D.A.N.C.E." fue nominado en los MTV Video Music Awards del 2007 en la categoría de "Mejor video del año". El 1 de noviembre Justice recibe el premio de "Video Star" en los European Music Awards en Múnich, así como "el mejor acto francés del año". Justice escogió una mezcla para las series de Fabriclive en 2008, pero Fabric rechazó la idea. Rosnay dijo: "Ellos no están preparados para algo como esto." Ahora titulado "Justice Xmas Mix", la mezcla está disponible en la Internet.
Justice apareció en el Live PA en el Parklife Music Festival en el 2007, y festivales alrededor de Australia, en Coachella Valley Music and Arts Festival en el 2008, en el 2007 y 2008 en el festival Sónar en Barcelona; en el Fuji Rock Festival en Niigata, Japón; también en el Hultsfred Festival en Hultsfred, Suecia; el festival Oxegen, en Kildare, Irlanda; en el festival T in the Park en Kinross, Escocia; el Vieilles Charrues Festival, en Carhaix, Francia; el festival I LOVE TECHNO en Bélgica; y muchos otros más.
Justice fue nominado a "Mejor grabación de Dance del año" para "D.A.N.C.E.", y Mejor álbum de Música electrónica/Dance del año para † en los 50th Grammy Awards. Justice lanzó su video musical para su canción "Stress" el 1 de mayo de 2008. El video incluye un grupo de jóvenes cometiendo actos de vandalismo y acoso, vistiendo chaquetas con la cruz de Justice por detrás. Aunque algunos vieron este clip como una estereotipación de los barrios con más afluencia afrodescendiente franceses, otros vieron el video como una crítica de su representación en los medios.
De Rosnay dijo: "el 80% de Francia es cristiana" en una entrevista para Dummy en el 2005, Justice dijo que ellos quieren buscar un concepto fuerte para cada disco, el dúo quería mantener a la gente adivinando.

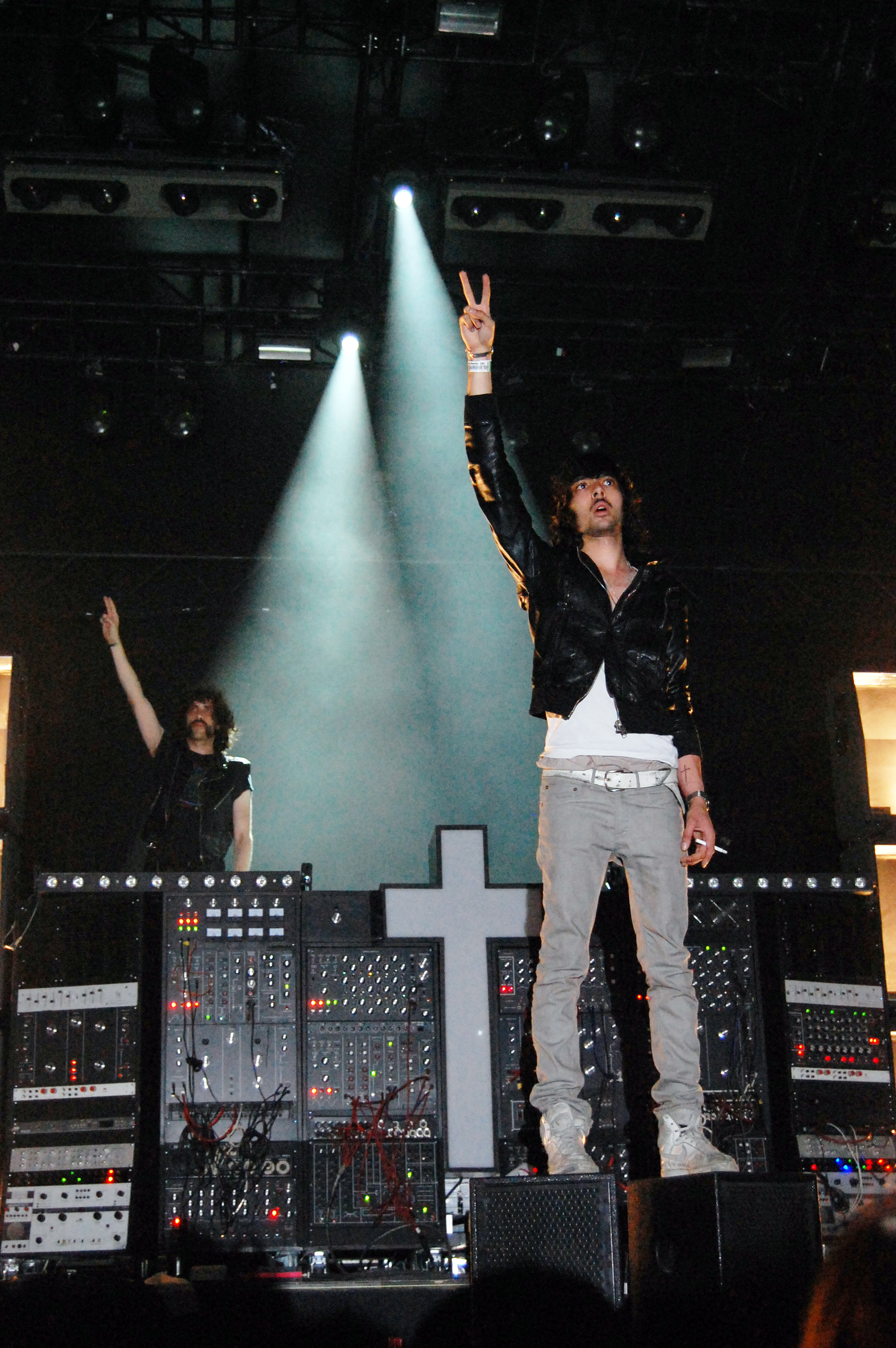
Justice en vivo en el festival Rock Werchter, 2008

El 1 de junio de 2008, la revista Sun anuncia que Justice escogie a Anthony Kiedis de la banda Red Hot Chili Peppers para producir el seguimiento de la banda hacia el Estadio Arcadium, pero esto es rápidamente corregido por el gerente de Ed Banger, Pedro Winter, ya que Anthony Kiedis sólo había declarado que era un fanático de Justice, no preparándose para una colaboración.
En julio de 2008, Justice reveló que habían hecho una mezcla para Dior Homme Summer 2009 Fashion Show al igual que Daft Punk hizo para Louis Vuitton en 2007. La canción es Planisphère, que fue lanzada en cuatro partes en la página oficial de Myspace del dúo. En agosto del 2008 la banda anunció por Myspace que su siguiente mayor lanzamiento sería un documental/concierto llamado A Cross the Universe. El anunciamiento también fue atado con una invitación para que los fanes envíen por correo electrónico fotos, imágenes y obras de arte a una dirección para que las fotos recibidas pudieran ser compiladas para su uso como ilustración para el lanzamiento.
Una icónica escena en A Cross the Universe ocurrió en Las Vegas donde, mientras hacían un homenaje a Axl Rose, Gaspard se casa con un grupo que había conocido tres horas antes.
Durante una gira de DJ para el lanzamiento de ''A Cross the Universe'' en noviembre de 2008, surgió una polémica cuando surgió una fotografía de Augé DJing con un MPD24 [Akai] desenchufado. La fotografía provocó acusaciones de que los sets en vivo de Justice estaban falsificados. Augé ha dicho desde entonces que el equipo fue desenchufado muy brevemente antes de presentarse y la venda puso un sistema de tres fotos del incidente en su página de MySpace.
Justice tocó en la víspera de Año Nuevo de 2009 en Chicago en el Teatro del Congreso a una multitud de más de 4.000. Augé fue visto más tarde esa noche en un after-party lanzado en honor de la banda con varios DJ locales, artistas y fotógrafos.
En enero de 2009, el grupo francés Birdy Nam Nam lanza su álbum "Manual for Successful Rioting", para el que Justice produjo la última canción del álbum, "The Parachute Ending".
El remix de la banda de Electric Feel de MGMT "ganó un Premio Grammy por "Mejor grabación remezclada no Clásica" en 2009.
En el número de noviembre de 2009 de Mixmag, Justice dijo que estaría trabajando en la banda sonora de la próxima película de Mr. Oizo, "Rubber", diciendo que tenían que terminar de trabajar en la banda sonora de la nueva película de Mr. Oizo antes de empezar a grabar para el nuevo álbum."
En abril de 2009, el sitio web de música Stereogum organizó un remix por el dúo de la canción de U2 "Get On Your Boots", el sencillo principal del más reciente álbum de la banda No Line on the Horizon. Su remix de la canción Let Love Rule de Lenny Kravitz, también fue ofrecido por el blog de Kanye West. También en abril de 2009 en el Coachella Valley Music Festival, Augé fue visto en el "Domo" con Busy P, DJ Mehdi, y Daft Punk[cita requerida]. Justice tocó también en el Voodoo Experience 2009 en Nueva Orleans, así como en la mansión HARD Haunted en Los Ángeles durante el fin de semana de Halloween.

### Audio, Video, Disco(2011-2014)
El 14 de marzo de 2011, el dúo anunció a través de su página de Facebook los planes para lanzar un nuevo sencillo titulado "Civilization" el 4 de abril. Fue lanzado en Ed Banger Records y Because Music Records y fue el primer sencillo de su segundo año LP. La canción también se ha ofrecido como la banda sonora a una nueva campaña de Adidas encabezada por el director francés Romain Gavras, con quien Justice ha trabajado en el pasado.
El 28 de marzo de 2011, el sencillo de Justice, "Civilization" fue lanzado como una exclusiva de iTunes de una semana, en su totalidad, como premier para el lanzamiento del sencillo el 4 de abril. El 27 de mayo, el dúo lanzó el video musical oficial para el sencillo en YouTube. El video se basa en gran medida en CGI e ilustra un mundo en el que monumentos famosos (como el monumento al Cristo Redentor en Río de Janeiro) se destruyen y la gravedad parece ser invertida . La historia es sobre una manada de bisontes que corre de las ruinas que caen.
En agosto de 2011, la banda anunció que su disco de segundo año,  Audio, Video, Disco , sería lanzado el 24 de octubre de 2011. En una entrevista con la revista francesa  Tsugi , el dúo reveló la lista de las 11 canciones del álbum, y lo describió como "un disco de rock progresivo, interpretado por chicos que no saben tocar".
El 6 de septiembre de 2011, un video musical para el sencillo Audio, Video, Disco fue lanzado por el dúo a través de su página de Facebook. El video presenta a Xavier y Gaspard en un escenario de estudio, y detalla el largo proceso de grabación del estilo rock n 'roll que se experimentó al hacer el sencillo y el álbum. Dentro del clip, se ven varios instrumentos, como una guitarra eléctrica, un piano, y un kit de batería, de pie como los símbolos muy literales para la progresión de la Justice en un sonido más rocoso, menos electrónico. Varias canciones de este álbum se han utilizado en la segunda serie de la comedia del Canal 4 Cardinal Burns.
En marzo de 2012, la banda tocó principalmente en el Ultra Music Festival en Miami, Florida. El dúo tocó muchos de sus éxitos de su álbum de debut aclamado por la crítica †, así como muchas canciones de Audio, Video, Disco. En abril de 2012 Justice hizo un acto principal en el Coachella Valley Music and Arts Festival en Indio, California. Justice encabezó en el Osheaga de Montreal el 3 de agosto de 2012 y el Lollapalooza de Chicago el domingo 5 de agosto. Justice también tocó en el Festival de Música de Fuera de las Fronteras de San Francisco el viernes, 10 de agosto. En octubre de 2012, la banda tocó en el Voodoo Experience en Nueva Orleans, Luisiana. Justice completó su gira mundial del show en vivo el 10 de noviembre de 2012 tocando en el One Festival en la Ciudad de México.
En el 7 de mayo de 2013 Justice lanzó su segundo álbum en vivo llamado Access All Arenas, que ha sido grabado en la Arena de Nimes en Francia el 19 de julio de 2012.

### Woman(2014-2018)
En 22 de junio de 2014, la banda anunció que ellos ya estaban empezando a trabajar en su tercer álbum. El 12 de abril de 2016, Because Music reveló que Justice estaba en el proceso de firmar documentos para el lanzamiento de registro. En 18 de junio de 2016, revelaron un nuevo sencillo, "Safe and Sound" en el Ed Banger's House Party en Sónar. El nombre y la carátula del sencillo fueron reveladas en Shazam. El 13 de julio de 2016, Justice reveló en su página de Facebook que su tercer álbum se titularía Woman. El 14 de septiembre de 2016, Justice lanzó el segundo sencillo del álbum, titulado "Randy", a través de su página de Facebook. Poco después, Justice anunció en su página de Facebook que "Woman" estaba disponible para pre-ordenar a través de iTunes. El 18 de noviembre de 2016, el álbum  "Woman" fue finalmente lanzado a través de Ed Banger Records y Because Music.
El 10 de mayo de 2018, Justice anunció la salida de un álbum de remixes, Woman Worldwide, lanzado finalmente el 24 de agosto de 2018, después de su actuación en la conferencia de Google I/O, en California. En el álbum se encuentran remixes de sus canciones pasadas, las cuales fueron pensadas para sus actuaciones en vivo.
El 28 de septiembre de 2018, Justice anunció que actuarían por última vez en el tour y en la década en el HARD Day of the Dead Festival, en California, a través de su Instagram.
Gaspard Augé anunció a finales de 2020 que sacaría un álbum en solitario, llamado Escapades, que se lanzó a principios de 2021.
En marzo de 2021, la revista Rolling Stone publicó que el dúo tomó acciones legales contra el diseño del nuevo álbum de Justin Bieber, llamado Justice, en el cual dijeron que infringe su marca registrada.
El 24 de enero de 2024 presentaron, en su canal de YouTube, el videoclip de la canción "One Night/All Night", con la participación de Tame Impala. Además publicaron el sencillo "Generator", ambos cortes de su próximo álbum, "Hyperdrama", que será lanzado el 26 de abril.

## Filmografía

### Documentales
- 2008: A Cross The Universe
- 2019: IRIS: A Space Opera by Justice

## Discografía

### Álbumes de estudio
- 2007: † (Cross)
- 2011: Audio, Video, Disco
- 2016: Woman
- 2024: Hyperdrama

### Álbum de remixes
- 2018: Woman Worldwide

### Álbumes en vivo
- 2008: A Cross the Universe
- 2013: Access All Arenas

### EP
- 2005: Waters of Nazareth
- 2006: We Are Your Friends (vs Simian)
- 2007: Phantom
- 2007: D.A.N.C.E.
- 2008: DVNO
- 2011: Civilization
- 2011: Audio, Video, Disco
- 2012: On'n'On
- 2012: New Lands
- 2013: Helix
- 2016: Safe and Sound
- 2016: Randy
- 2016: Alakazam!
- 2016: Fire
- 2018: Stop (WWW)
- 2018: D.A.N.C.E. x Fire x Safe and Sound (WWW)
- 2018: Randy (WWW)
- 2018: Chorus (WWW)
- 2018: Love S.O.S. (WWW)
- 2022: Planisphere

### Sencillos
- "Waters of Nazareth" (2005)
- "D.A.N.C.E." (23 de abril de 2007)
- "Phantom" (2007)
- "DVNO" (19 de mayo de 2008)
- "TThhEe PPaARRtTYY" (9 de febrero de 2009)
- "Civilization" (4 de abril de 2011)
- "Audio, Video, Disco" (19 de septiembre de 2011)
- "On'n'On" (30 de enero de 2012)
- "New Lands" (25 de junio de 2012)
- "Helix" (7 de enero de 2013)
- "Safe and Sound" (13 de julio de 2016)
- "Randy" (14 de septiembre de 2016)
- "Alakazam!" (21 de octubre de 2016)
- "Fire" (18 de noviembre de 2016)
- "One Night/All Night | Generator" (24 de enero de 2024)

### Remixes
| Año  | Artista                      | Título                                                |
| ---- | ---------------------------- | ----------------------------------------------------- |
| 2003 | Scenario Rock                | "Skitzo Dancer"                                       |
| 2003 | Vicarious Bliss              | "Theme from Vicarious Bliss"                          |
| 2004 | N*E*R*D                      | "She Wants to Move"                                   |
| 2005 | Britney Spears (con Madonna) | "Me Against the Music"                                |
| 2005 | Daft Punk                    | "Human After All" ("Guy-Man After All" Justice Remix) |
| 2005 | Death from Above 1979        | "Blood on Our Hands"                                  |
| 2005 | Fatboy Slim                  | "Don't Let the Man Get You Down"                      |
| 2005 | Mystery Jets                 | "You Can't Fool Me Dennis"                            |
| 2005 | Soulwax                      | "NY Excuse"                                           |
| 2006 | Franz Ferdinand              | "The Fallen" (Ruined by Justice)                      |
| 2006 | Justice                      | "Waters of Nazareth"                                  |
| 2006 | Mr. Oizo                     | "Nazis"                                               |
| 2007 | Justice                      | "D.A.N.C.E."                                          |
| 2007 | Justin Timberlake            | "LoveStoned"                                          |
| 2007 | Klaxons                      | "As Above, So Below"                                  |
| 2007 | ZZT                          | "Lower State of Consciousness"                        |
| 2008 | Justice                      | "DVNO"                                                |
| 2008 | Justice                      | "Stress" (Auto Remix)                                 |
| 2008 | MGMT                         | "Electric Feel"                                       |
| 2009 | Lenny Kravitz                | "Let Love Rule"                                       |
| 2009 | U2                           | "Get on Your Boots"                                   |
| 2013 | Boys Noize                   | "Ich R U"                                             |
| 2013 | Justice                      | "Brianvision" (MMXIII Remix)                          |